# Worms Collection
Worms Collection (с англ. — «Червяки: Коллекция») — сборник, состоящий из трёх игр серии Worms — Worms, Worms 2: Armageddon и Worms Ultimate Mayhem, и выпущенный в 2012 году для консолей Xbox 360 и PlayStation 3. В России, странах СНГ и Восточной Европе сборник был издан компанией «1С-СофтКлаб».
За создание сборника были ответственны студии Team17 и RedBackSales, а издавали его компании Mastertronic и Maximum Games в Европе и Северной Америке соответственно. Worms Collection был выпущен на физических носителях, в отличие от оригинальных игр, вошедших в него, которые распространялись с помощью цифровой дистрибуции.
Worms Collection получил разносторонние отзывы от игровой прессы. Некоторые обозреватели отнесли к достоинствам весёлый геймплей игр сборника, которые удовлетворят поклонников серии, но в то же время ряд рецензентов раскритиковали сборник из-за завышенной цены на давно вышедшие игры.

## Информация о сборнике
Worms Collection является сборником игр серии Worms для консолей Xbox 360 и PlayStation 3 и включает в себя три части франшизы — Worms, Worms 2: Armageddon и Worms Ultimate Mayhem, а также 6 загружаемых дополнений для Worms 2: Armageddon — Battle, Retro, Time Attack, Forts, Puzzle и Mayhem. Консольные версии всех вышеперечисленных игр ранее распространялись только по каналам цифровой дистрибуции, в то время как в составе Worms Collection они выпущены на физических носителях.
Официальный анонс Worms Collection состоялся 25 июля 2012 года. Разработчиками сборника являются студии Team17, которая занималась разработкой предыдущих частей серии Worms, и RedBackSales. Издателями Worms Collection выступили компании Mastertronic и Maximum Games в Европе и Северной Америке соответственно. Представители Mastertronic заявили, что сборник будет иметь «цену, которую вы не можете позволить себе упустить». Выход Worms Collection состоялся 31 августа 2012 года в Европе, 6 сентября того же года — в России, странах СНГ и Восточной Европы (где распространением занималась компания «1С-СофтКлаб») и 21 мая 2013 года — в Северной Америке.

## Оценки и мнения
| Сводный рейтинг    | Сводный рейтинг              |
| Агрегатор          | Оценка                       |
| ------------------ | ---------------------------- |
| GameRankings       | 75,00 % (PS3) 68,00 % (X360) |
| Metacritic         | 58/100 (X360)                |
| Иноязычные издания |                              |
| Издание            | Оценка                       |
| AllGame            | [ 7 ]                        |
| OPM                | 8/10                         |
| OXM                | 3/10                         |
| Play (UK)          | 85/100                       |

Worms Collection получила смешанные оценки от рецензентов. На сайте Metacritic версия для Xbox 360 получила средний рейтинг в 58 баллов из 100 возможных, в то время как на GameRankings версия для Xbox 360 получила 68 %, а версия для PlayStation 3 — 75 %.
Обозреватель журнала Play UK дал сборнику оценку в 85 баллов из 100, заявив, что он может показаться немного скучным только тем, кому не нравится Worms. С этим мнением согласились и в PlayStation Official Magazine UK, отметив, что игры сборника до сих пор чувствуются такими же свежими, как и на момент их выхода, поставив оценку в 8 баллов из 10. Однако, негативный отзыв о Worms Collection оставил критик журнала Official Xbox Magazine UK, оценив сборник в 3 балла из 10, отметив, что он является попыткой разработчиков продать старые продукты по завышенной цене. На сайте Allgame Worms Collection получила 3,5 звезды из 5 возможных.